# Louis-Auguste Dugal
Pour les articles homonymes, voir Dugal.
Louis-Auguste Dugal, né le 7 août 1869 à Rivière-du-Loup et mort le 20 octobre 1926 à Edmundston, est un entrepreneur en construction, un marchand et un homme politique canadien.

## Biographie
Louis-Auguste Dugal est né le 7 août 1869 à Rivière-du-Loup, au Québec. Son père est Charles Dugal et sa mère est V. D'Amours. Il épouse Philomène Gagné le 13 janvier 1891 et le couple a trois enfants.
Il est député du Madawaska à l'Assemblée législative du Nouveau-Brunswick de 1912 à 1920 en tant que libéral. Il est ministre sans portefeuille entre 1917 et 1920. Il est aussi maire d'Edmundston.